# Marija Wołoszczenko
Marija Wołoszczenko  (ur. 25 lipca 1989 w Ługańsku) – ukraińska skoczkini do wody. 
Brała udział w igrzyskach w 2008 i razem w parze z Anną Pismenśką z 3 m trampoliny zajęła 7 miejsce.